# 횃불 (드라마)
《횃불》은 1981년 1월 8일에 방영된 TV문학관이다.

## 줄거리
1884년 갑신정변을 주제로 한 오영진의 희곡 《동천홍(東天紅)》을 드라마화하였다. 갑신정변의 전 과정 및 김옥균(김흥기) 등 개화당 일파가 정변 실패 후 일본으로 망명하는 과정을 묘사하였다.

## 출연
- 김흥기 - 김옥균
- 오현경 - 시마무사 히라시
- 김순철 - 원세개
- 김인태 - 유홍기
- 남일우 - 고종
- 이일웅 - 다케조에 신이치로
- 박경득 - 민영익
- 김해권 - 목인덕
- 박규식 - 정난교
- 문창길 - 서광범
- 백준기 - 박영효
- 안병경 - 변수
- 안대용 - 서재필
- 김을동 - 명성황후
- 김영순 - 고대수
- 신동훈 - 무라카미 대위
- 백윤식 - 홍영식
- 기정수 - 진수랑
- 이성웅 - 쓰지 가쿠사부로
- 이한승 - 윌리엄 아스톤
- 송창신
- 김윤형 - 장정
- 박용식 - 가와가미
- 김기진
- 김순구 - 선원
- 황민 - 백성
- 박칠용 - 백성
- 유승봉 - 백성
- 박영목 - 내관
- 김효원
- 최헌철 - 개화당원
- 임병기 - 한규직
- 이병철 - 심상훈